# Nion Tucker
Nion Robert Tucker (Suisun City, 21 de agosto de 1885-San Francisco, 22 de abril de 1950) fue un deportista estadounidense que compitió en bobsleigh. Participó en los Juegos Olímpicos de Sankt Moritz 1928, obteniendo una medalla de oro en la prueba quíntuple.

## Palmarés internacional
| Juegos Olímpicos | Juegos Olímpicos     | Juegos Olímpicos | Juegos Olímpicos |
| Año              | Lugar                | Medalla          | Prueba           |
| ---------------- | -------------------- | ---------------- | ---------------- |
| 1928             | Sankt Moritz (Suiza) | Medalla de oro   | Quíntuple        |